# Ratssoll (Petersdorf)

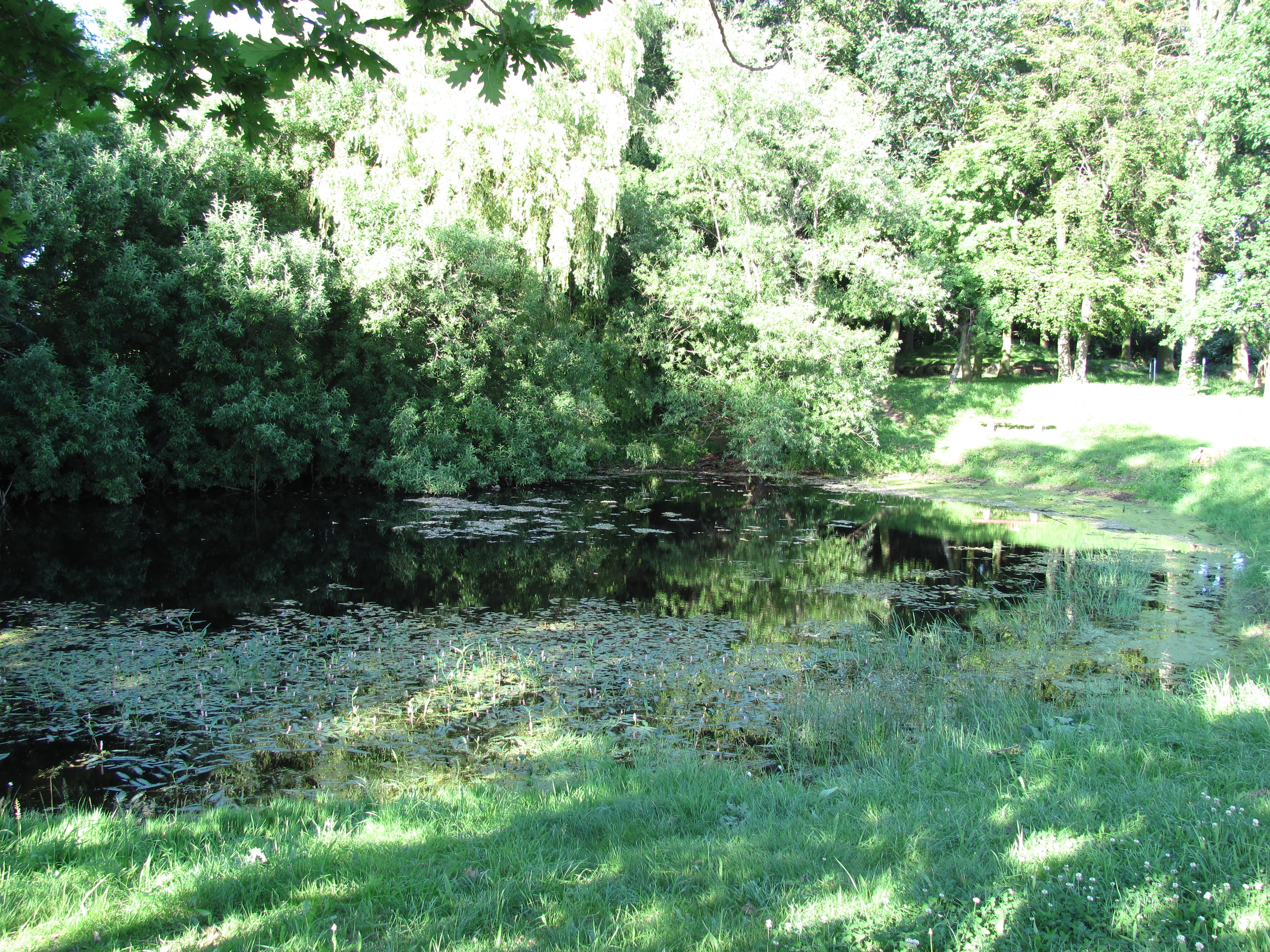
Teich Ratssoll

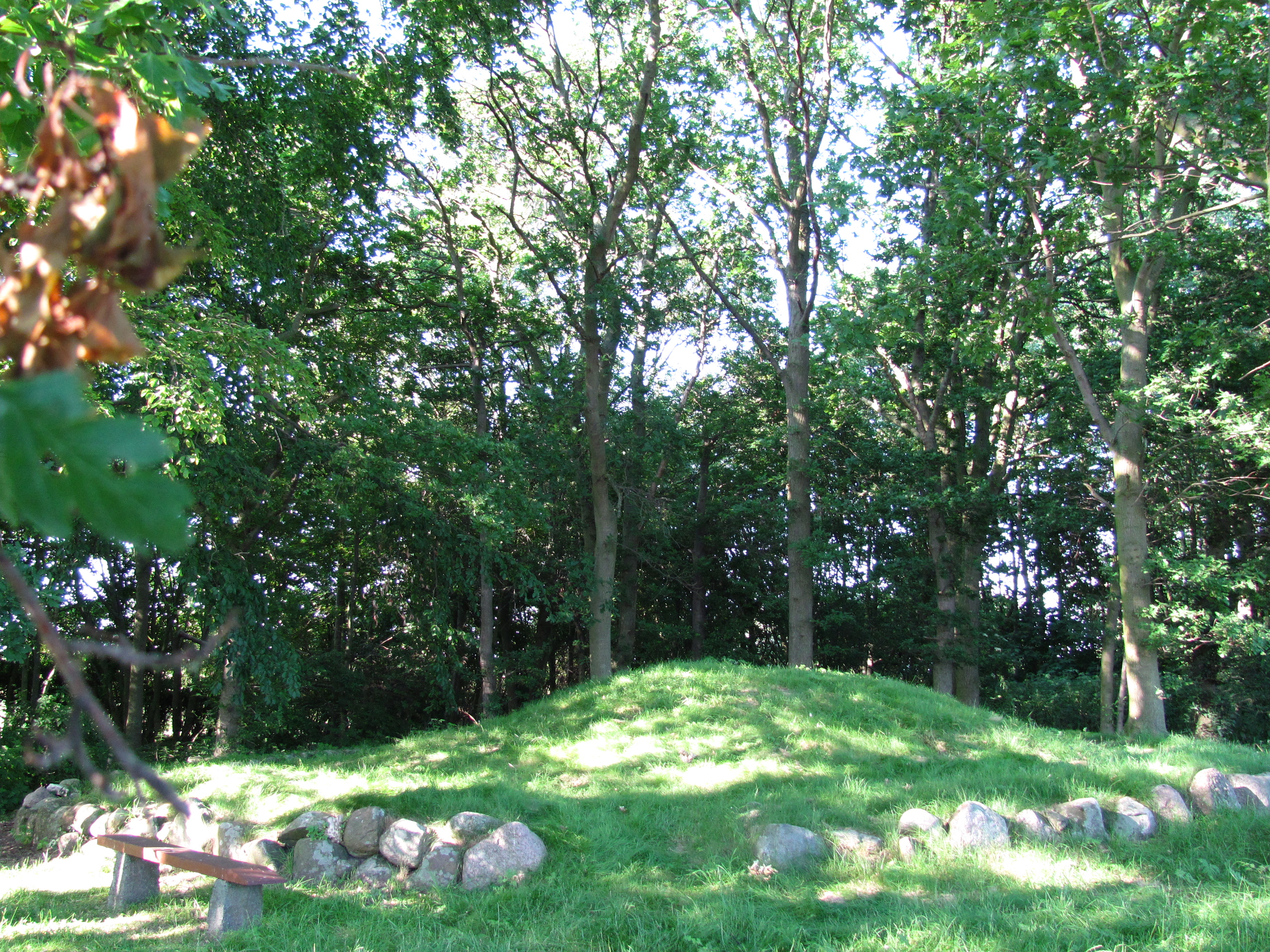
Galgenberg

Der Ratssoll ist ein fast runder Teich im Westen der Insel Fehmarn im Kreis Ostholstein in Schleswig-Holstein (Deutschland). Er befindet sich etwa 500 m nordöstlich von Petersdorf an der Straße nach Dänschendorf.
Der Ratssoll wurde im Gegensatz zu den zahlreichen auf Fehmarn vorhandenen Dorfteichen nicht künstlich angelegt, sondern er entstand bereits während der Eiszeit im Pleistozän durch eine Ansammlung von Toteis. Einen See oder Teich, der in der genannten Zeit auf diese Weise entstanden ist, nennt man in der Glaziologie (Gletscherkunde) allgemein Söll oder Soll. Auf Fehmarn jedoch bezeichnet man jeden Teich als Soll, unabhängig von seiner Entstehung oder Größe.
Da es auf Fehmarn an Binnengewässern keine größeren Flüsse und Seen, sondern nur vereinzelte kleine Bäche und Teiche gibt, war der Ratssoll immer von herausragender Bedeutung als Wasserstelle für die im Westen der Insel ansässigen Menschen. Schon die Germanen legten neben ihm eine Thingstätte an, und die Slawen, die bis etwa 1100 auf Fehmarn siedelten, errichteten hier eine Opfer- und Kultstätte.
Im Mittelalter wurde am Ratssoll der heute noch erhaltene Galgenberg künstlich aufgeschichtet, der als Hinrichtungsstätte für die gesamte Insel diente. Er ist von zwei Steinreihen aus kleineren Findlingen sowie von einem Kranz von Bäumen umgeben. Die Verurteilten wurden hier allerdings nicht gehängt, sondern geköpft. Der dänische Herrscher Erik VII. (1382–1459), der auch Erich der Pommer genannt wurde, ließ an dieser Stelle im 15. Jahrhundert viele Einwohner Fehmarns töten. Die letzte Hinrichtung fand hier 1854 statt, und 3 000 Menschen sahen zu. 
In der Nähe des Ratssolls liegt das ebenfalls sehenswerte, rund 4 bis 5 Quadratkilometer große Naturschutzgebiet Wallnau.
Ein weiterer Soll auf Fehmarn ist der Kriegssoll bei Landkirchen.